# 陳肇隆
陳肇隆（1950年9月29日—），男，臺灣高雄人，肝臟移植及肝臟外科專家，臺灣及亞洲肝臟移植的開拓者。
陳肇隆教授是台灣及亞洲肝臟移植的開拓者，1984年完成亞洲首例成功的肝臟移植手術，並率先採用腦死亡定義，促成台灣在1987年達成亞洲第一個腦死亡器官移植立法，比日本、韓國早了10至12年，促成台灣器官移植醫學的蓬勃發展，1997年完成亞洲首例一肝兩受的分割肝移植手術。
40年多來在肝臟移植領域創立多項台灣、亞洲及全球的肝臟移植紀錄，並在活體肝移植維持全球最高的存活率之一。1994年完成台灣首例兒童活體肝移植，1997年全球首例未輸血活體肝移植，1999年台灣首例成人活體肝移植，2002年華人首例活體雙肝移植，2006年全球首創例行性顯微膽道重建，2013年台灣首例第2單一小節肝移植，2025首創三階段肝癌切除降期-體內養肝活體肝移植，並達成2500例肝臟移植手術。2006年在American Journal of Transplantation發表活體肝移植治療膽道閉鎖症，五年存活率98%、2008年在Transplantation發表活體肝移植治療肝癌，五年存活率90%，都是文獻上最高的存活率。40多年來不斷突破與精進的紀錄，奠定肝臟移植的國際學術地位。
陳教授對活體肝移植的技術與策略發展出多項創新與改良，獲得領先世界水準的成績，發表SCI學術論文600多篇，並擔任American Journal of Transplantation副主編及Annals of Surgery等一流學術期刊編委，獲邀在國際及海外醫學會議演講600餘場，同時進行相關之基礎研究，帶動相關醫療科技之發展，培訓國內外肝臟移植醫師400餘名，對增進全民健康、提升醫療水平有卓越貢獻。
陳教授於1992獲選為高雄醫學大學第一屆傑出校友、1995行政院傑出科技榮譽獎、2005國家生技醫療品質金獎、2007中國工程院院士、2013行政院衛生署衛生獎章、2015台灣醫療奉獻獎-特殊醫療貢獻獎、2016第一屆國際醫療典範獎、台灣移植醫學會終身貢獻獎、美國RAND智庫亞太政策諮詢委員、2018國際外科學院榮譽院士、2019國際肝臟移植醫學會終身成就獎、2020-21國際活體肝移植醫學會會長、2021世界傑出華人醫師獎、名列美國Stanford大學公佈全球頂尖2%終身影響力科學家(1960-2023)、2011-2023擔任星雲大師醫療團隊召集人、2024台灣外科醫學會終身成就獎、2025亞太肝膽胰醫學會當代傳奇(Living Legend)。陳教授以醫療不藏私的理念，積極協助國內外醫學中心發展肝臟移植高端醫療，並熱心投入醫援國際，2015獲外交部外交之友貢獻獎章、瓜地馬拉及巴拉圭衛生貢獻獎章、中美洲議會Francisco Morazan指揮官級勳章。

## 生平
1976年畢業於高雄醫學大學。2003年到2015任高雄長庚紀念醫院院長，現任高雄長庚紀念醫院名譽院長。2007年當選中國工程院院士，為大陸第二位台灣籍國家院士。

## 成就
- 1984年完成亞洲首例成功的肝臟移植手術
- 率先採用腦死亡定義，促成台灣在1987年達成亞洲第一個腦死亡器官移植立法
- 1994年完成台灣首例兒童活體肝移植
- 1997年完成亞洲首例一肝兩受的劈離式肝移植
- 1997年完成全球首例未輸血活體肝移植
- 1999年完成台灣首例成人活體肝移植
- 2002年完成華人首例活體雙肝移植
- 2006年全球首創肝移植例行性顯微膽道重建
- 2013年完成台灣首例第二單段活體肝移植
- 2025年首創三階段肝癌切除降期-體內養肝活體肝移植
- 2025年達成2500例肝臟移植手術
- 培訓國內外肝臟移植醫師400餘名

## 獎項和榮譽
- 1992年高雄醫學大學第一屆傑出校友
- 1996年行政院傑出科技榮譽獎
- 2005年國家生技醫療品質金獎
- 2013年行政院衛生署衛生獎章
- 2015年外交部外交之友貢獻獎章
- 2015年瓜地馬拉衛生貢獻獎章
- 2015年巴拉圭衛生貢獻獎章
- 2015年中美洲議會M o r a z a n 指揮官級勳章
- 2015年醫療奉獻獎– 特殊醫療貢獻獎
- 2016年第一屆國際醫療典範獎
- 2016年移植醫學會終身貢獻獎
- 2016年美國R A N D 智庫亞太政策諮詢委員
- 2018年國際外科學院榮譽院士
- 2019年國際肝臟移植醫學會終身成就獎
- 2020-21年國際活體肝移植醫學會會長
- 2021年世界傑出華人醫師獎
- 2011-2023年星雲大師醫療團隊召集人
- 全球頂尖2 % 終身影響力科學家（1 9 6 0 - 2 0 2 3 , S t a n f o r d ）
- 2024年台灣外科醫學會終身成就獎
- 2025年亞太肝膽胰醫學會當代傳奇(Living Legend)